# Rodolfo Curti
Rodolfo Curti är en ort i Mexiko.   Den ligger i kommunen Papantla och delstaten Veracruz, i den sydöstra delen av landet, 230 km nordost om huvudstaden Mexico City. Rodolfo Curti ligger 96 meter över havet och antalet invånare är 488.
Terrängen runt Rodolfo Curti är platt österut, men västerut är den kuperad. Runt Rodolfo Curti är det ganska tätbefolkat, med 149 invånare per kvadratkilometer. Närmaste större samhälle är Papantla de Olarte, 13,5 km väster om Rodolfo Curti. Omgivningarna runt Rodolfo Curti är en mosaik av jordbruksmark och naturlig växtlighet.